# Świdwin
Świdwin (niem. Schivelbein) – miasto w północno-zachodniej Polsce, w województwie zachodniopomorskim, siedziba powiatu świdwińskiego oraz gminy wiejskiej Świdwin, położone na Wysoczyźnie Łobeskiej nad Regą, przy drogach wojewódzkich: nr 151, nr 152, nr 162 oraz przy linii kolejowej nr 202, łączącej Stargard z Koszalinem, Słupskiem i z Gdańskiem.
Według danych GUS z 30 czerwca 2021 r., Świdwin liczył 15 268 mieszkańców i był pod względem liczby ludności czternastym miastem w województwie zachodniopomorskim.
Ośrodek przemysłu spożywczego, drzewnego, maszynowego, przetwórstwa tworzyw sztucznych i do niedawna dziewiarskiego.
Siedziba Powiatowej Komendy Policji, Powiatowej Komendy Straży Pożarnej, dekanatu, nadleśnictwa.
Organizowane są tu cykliczne imprezy kulturalne m.in. wspólnie z Białogardem „Bitwa o Krowę”, Ogólnopolski Konkurs Poetycki im. Jana Śpiewaka oraz Wojewódzki Przegląd Teatrów. W centrum miasta znajduje się również Park Wodny „Relax”, który oferuje usługi rekreacyjne.

## Położenie

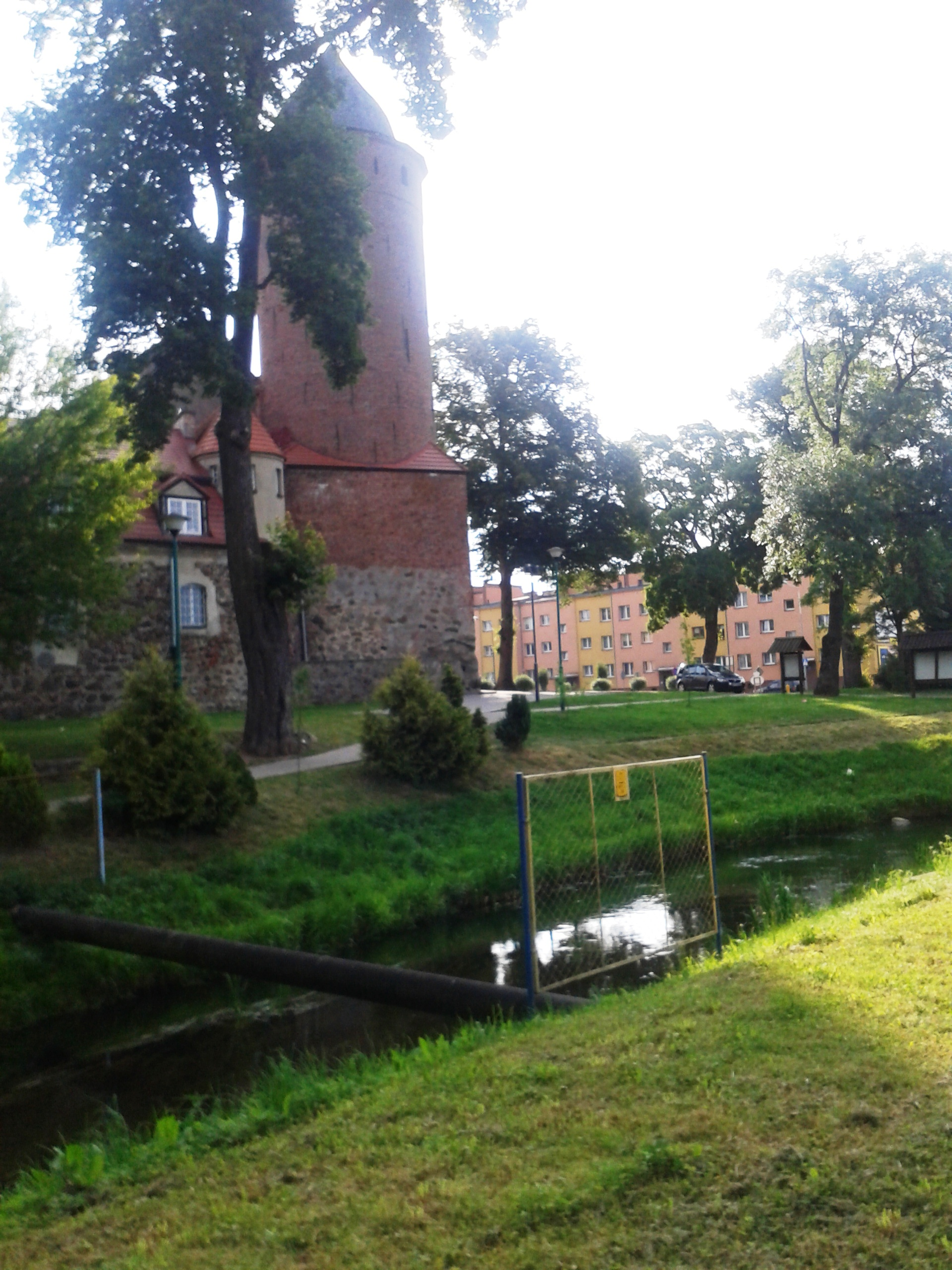
Rega w Świdwinie

Miasto znajduje się w środkowej części województwa zachodniopomorskiego. Świdwin jest położony na Wysoczyźnie Łobeskiej nad rzeką Regą. W granicach administracyjnych miasta znajduje jezioro Bukowiec.
Najbliższe większe miasta to: Łobez (21 km), Drawsko Pomorskie (30 km), Połczyn-Zdrój (24 km), Białogard (32 km), Kołobrzeg (50 km), Resko (24 km), Złocieniec (39 km).
W latach 1975–1998 miasto administracyjnie należało do województwa koszalińskiego. Sąsiaduje z gminą Brzeżno.
Części miasta stanowią także: Buczyna, Rycerskie Dobra, Szczytniki, Świdwinek.
Według danych z 1 stycznia 2009 r. powierzchnia miasta wynosi 22,38 km². Miasto stanowi 2,06% powierzchni powiatu.
41% powierzchni miasta zajmują użytki rolne, a 4% użytki leśne.

## Warunki naturalne
Klimat Świdwina jest umiarkowany przejściowy, charakteryzujący się niezbyt surową zimą i dość ciepłym i wilgotnym latem. Wiosna jest opóźniona z licznymi przymrozkami, lata niezbyt upalne, jesień deszczowo przymrozkowa oraz zima prawie bezśnieżna.

### Przyroda
| Gatunek           | Liczba drzewa | Wymiary                                                            | Lokalizacja |
| ----------------- | ------------- | ------------------------------------------------------------------ | --- |
| Lipa drobnolistna | 7             | obwód pnia przy wysokości 1,3–1,62–3,30 m, wysokość od 15 do 18 m, | działka geodezyjna nr 177/1, obręb nr 009 przy ul. Połczyńskiej.                                                                                   |
| Wierzba krucha    | 1             | obwód pnia przy wysokości 1,3–4,06 m, wysokość 20 m                | działka geodezyjna nr 136/2, obręb nr 013 przy ul. Łokietka                                                                                        |
| Dąb szypułkowy    | 1             | obwód pnia przy wysokości 1,3–3,86 m, wysokość 20 m                | działka geodezyjna nr 77, obręb nr 009 przy ul. Kościuszki                                                                                         |
| Klon zwyczajny    | 1             | obwód pnia przy wysokości 1,3–3,33 m, wysokość 20 m                | działka geodezyjna nr 77, obręb nr 009 przy ul. Kościuszki (w uchwale uznającej obiekt za pomnik przyrody podano najwyraźniej mylnie ul. Łokietka) |

## Toponimia
Nazwa miasta Świdwin nie jest historycznie udokumentowana. Naukowcy niemieccy np. Rudolf Virchow, J. Spers – nadają nazwie miasta pochodzenie słowiańsko-niemieckie. Natomiast Mikołaj Rudnicki – polski językoznawca, wywodzi ją od słów pomorskich „Skwilbin” lub „Skwielbin” oznaczających krążek na bagnie, czyli Świdwin to miasto położone na suchym krążku bagnistej rzeki Regi.
Po zakończeniu II wojny światowej miasto pierwotnie nosiło nazwę Świbowina i dopiero po konsultacjach z naukowcami rozporządzeniem ministrów Administracji Publicznej i Ziem Odzyskanych z dnia 7 maja 1946 roku wprowadzono nazwę Świdwin.

## Historia

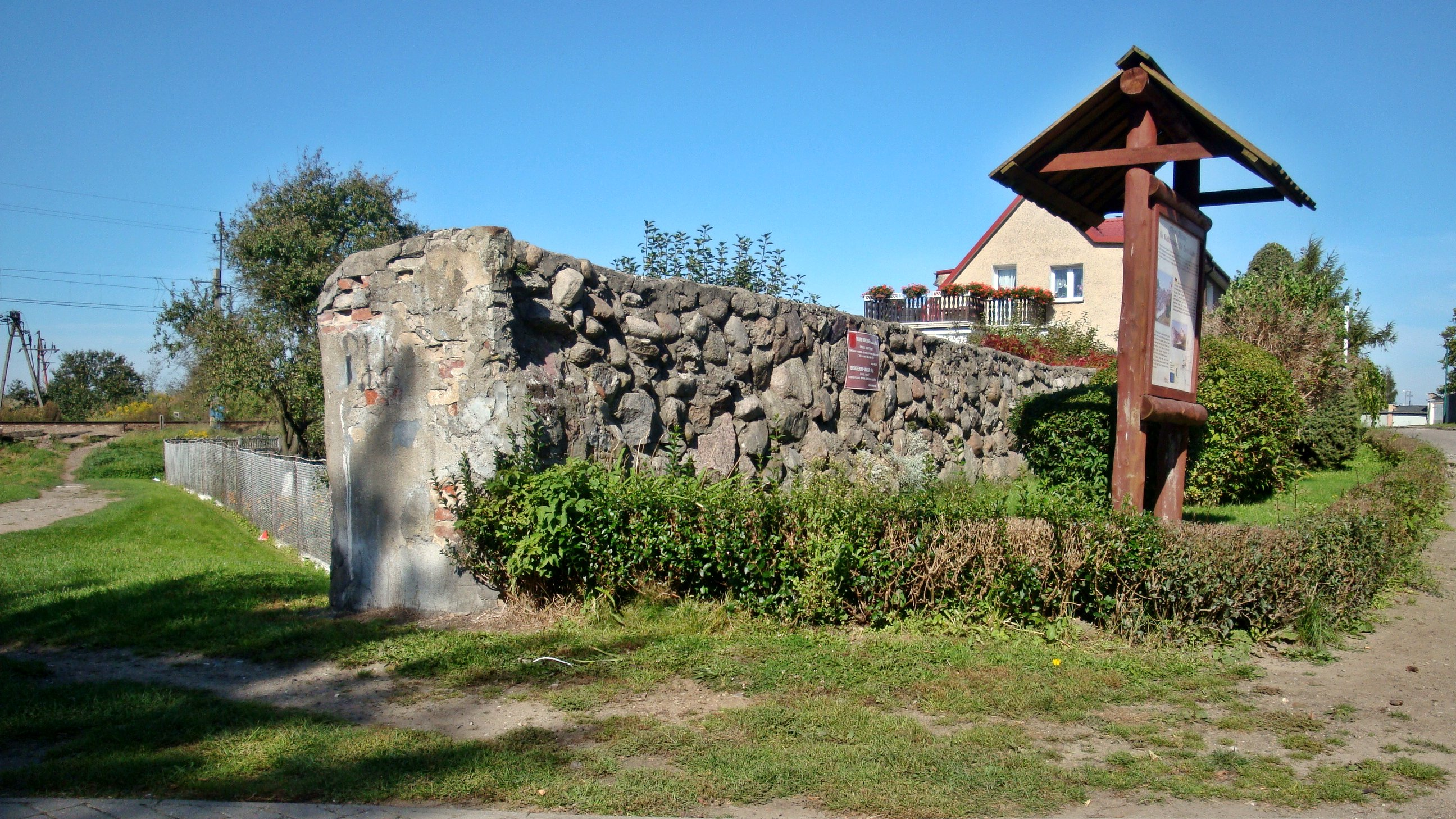
Fragmenty murów obronnych

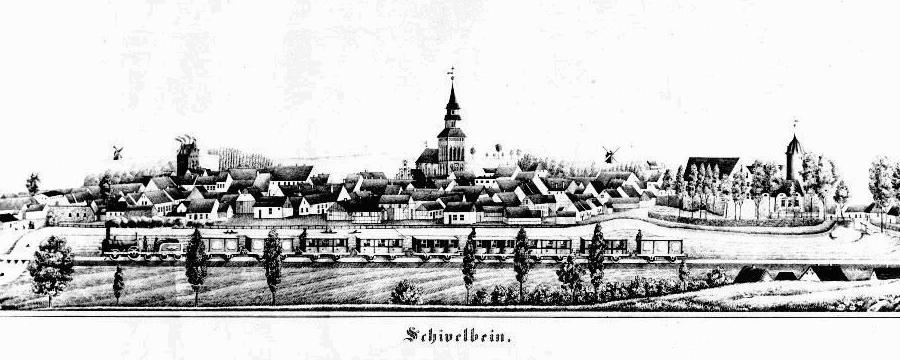
Świdwin około 1860 r.

Obszar został włączony do państwa polskiego przez Mieszka I ok. 967 roku W XII w. obronny gród pomorski na szlaku handlowym z Kołobrzegu do Wielkopolski, pierwsza wzmianka pochodzi z 1280, najstarsza pieczęć z 1296, gdy margrabiowie brandenburscy zakupili całą ziemię świdwińską od biskupów kamieńskich, wówczas margrabia Waldemar nadał osadzie prawa miejskie. W XIII w. przekazany przez księcia Barnima I w posiadanie zakonowi norbertanów z Trzebiatowa. Później odsprzedany przez premonstratensów margrabiom brandenburskim i włączony do Nowej Marchii jako lenno książąt brandenburskich. Od 1319 Świdwin był miastem prywatnym rodu Wedlów, którzy w latach 1384–1455 odstąpili miasto i zamek zakonowi krzyżackiemu, którzy ulokowali tu swojego wójta. W 1351 miasto nawiedziła zaraza, w 1384 Krzyżacy wykupili miasto od rodu Wedlów, w 1402 Władysław II Jagiełło bezskutecznie podejmował próby kupienia tutejszych ziem i włączenia ich do Polski. Od 1455 rezydował tu wójt brandenburski. 15 lipca 1469 na tle niepokojów między Brandenburgią a księstwem zachodniopomorskim miała miejsce słynna „Bitwa o krowę” pomiędzy mieszkańcami Świdwina a mieszczanami Białogardu. Tocząca się pod koniec XV w. wojna przyniosła zniszczenia, z których jednak miasto szybko się podniosło. W 1477 w Świdwinie został wybudowany klasztor zakonu kartuzów (sekularyzowany w 1539). Krzysztof von Polentz, syn landwójta nowomarchijskiego Jakuba von Polentz w 1480 podejmował wyprawę do Ziemi Świętej. Po powrocie, w podziękowaniu za szczęśliwy powrót, ufundował w Świdwinie kaplicę Świętego Grobu. Została ona wzniesiona w takiej odległości od miasta, jaka dzieliła Kalwarię od bram Jerozolimy. W kaplicy tej rycerz Krzysztof umieścił przywiezioną przez siebie relikwię z drzewa krzyża świętego. Rycerz Krzysztof był również patronem ołtarza św. Katarzyny w Świdwinie. Rozwijało się warzelnictwo piwa – w 1535 jest jednym z najlepszych w całej Nowej Marchii. Od 1538 zaznaczyły się wpływy protestantyzmu. W latach 1540–1808 w mieście przebywają joannici, którzy organizują na zamku siedzibę komandorii. Rok 1550 przyniósł zarazę, na którą zmarła 1/3 mieszkańców, w latach 1619 i 1689 miały miejsce duże pożary miasta, a w 1621 panowały niezwykle niskie temperatury; w XVII wieku przez Świdwin przetoczyły się silne wichury. Dodatkowe spustoszenia przyniosła wojna trzydziestoletnia. Wszystkie te zdarzenia miały wpływ na stagnację miasta. Dopiero w połowie XVIII wieku liczba mieszkańców przekroczyła 1000, aby już w 1785 przekroczyć 2000. W mieście zaznaczył się rozwój sukiennictwa i handlu. W 1859 do miasta dotarła linia kolejowa łacząca Stargard z Koszalinem. W roku 1875 miasto liczyło już 5638 mieszkańców, a pół wieku później było ich 8428. Tuż przed wybuchem II wojny światowej Świdwin zamieszkiwało 9726 osób. Przed II wojną światową miasto nosiło nazwę Schivelbein.
13 października 1821 urodził się w Świdwinie Rudolf Virchow, niemiecki patolog i antropolog, w latach 1849–1902 profesor uniwersytetów w Würzburgu i Berlinie.

## Architektura

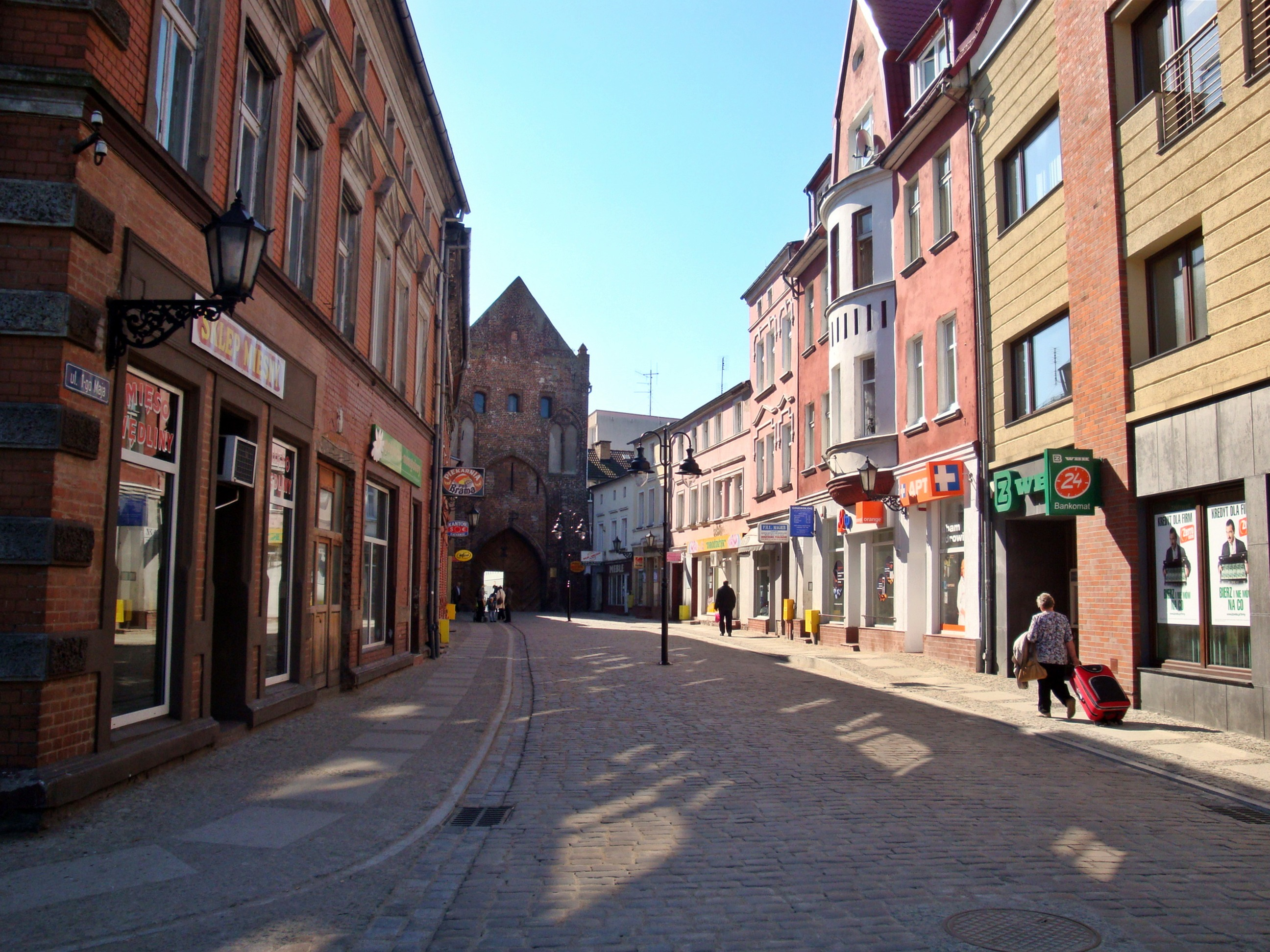
Ul. 1 Maja (starówka)

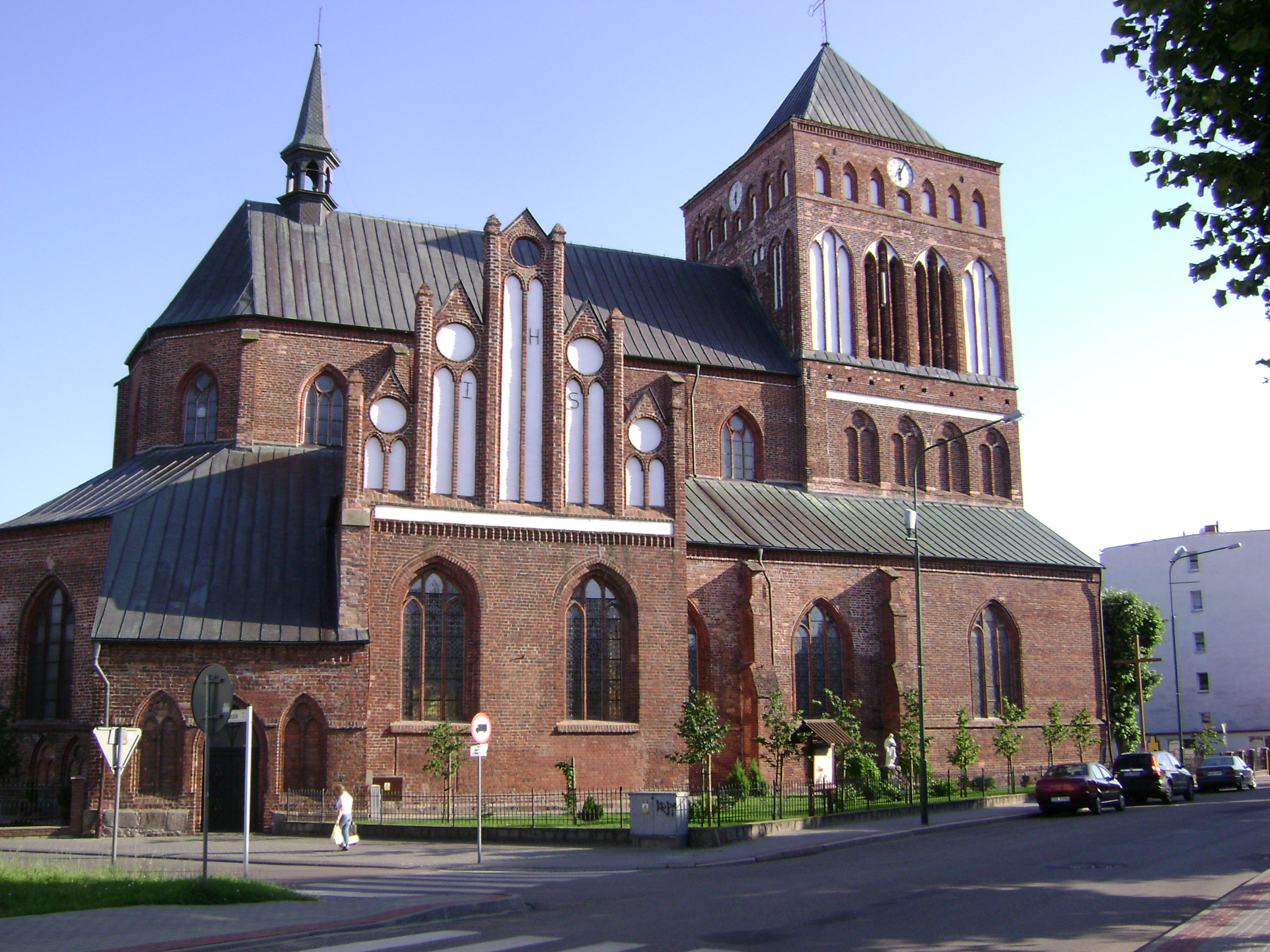
Kościół Matki Boskiej Nieustającej Pomocy

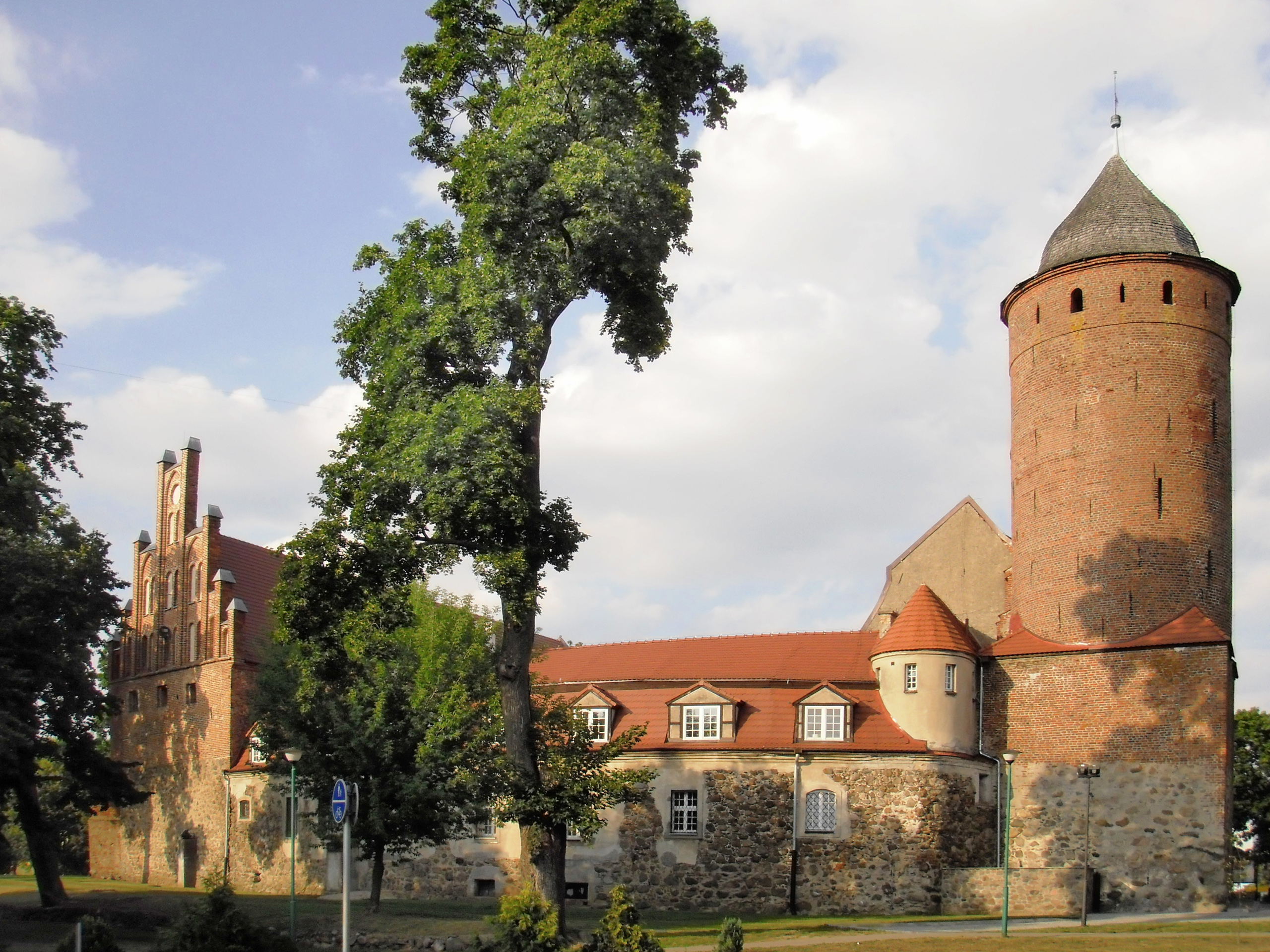
Zamek joannicki

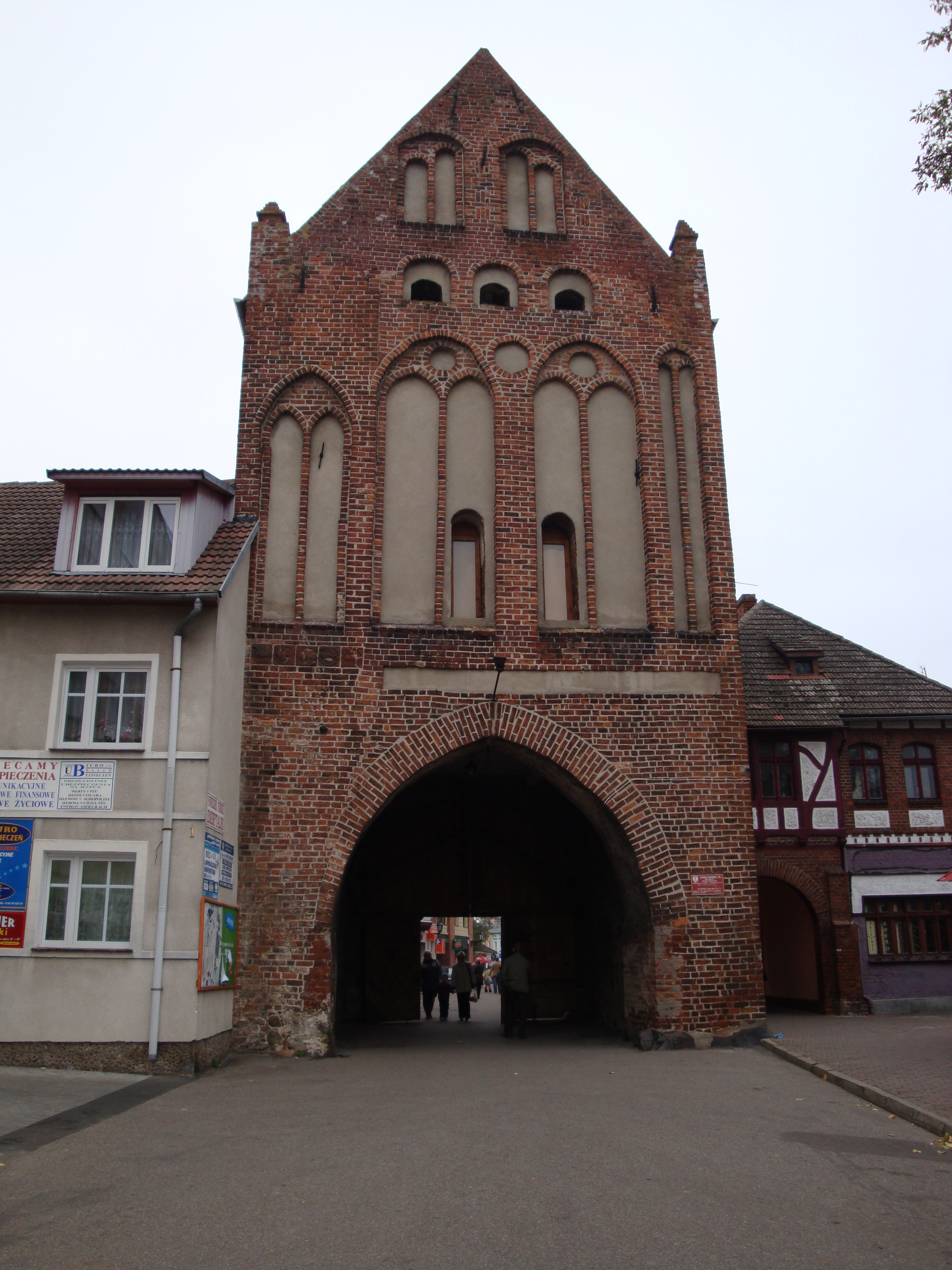
Brama Kamienna (XIV w.)

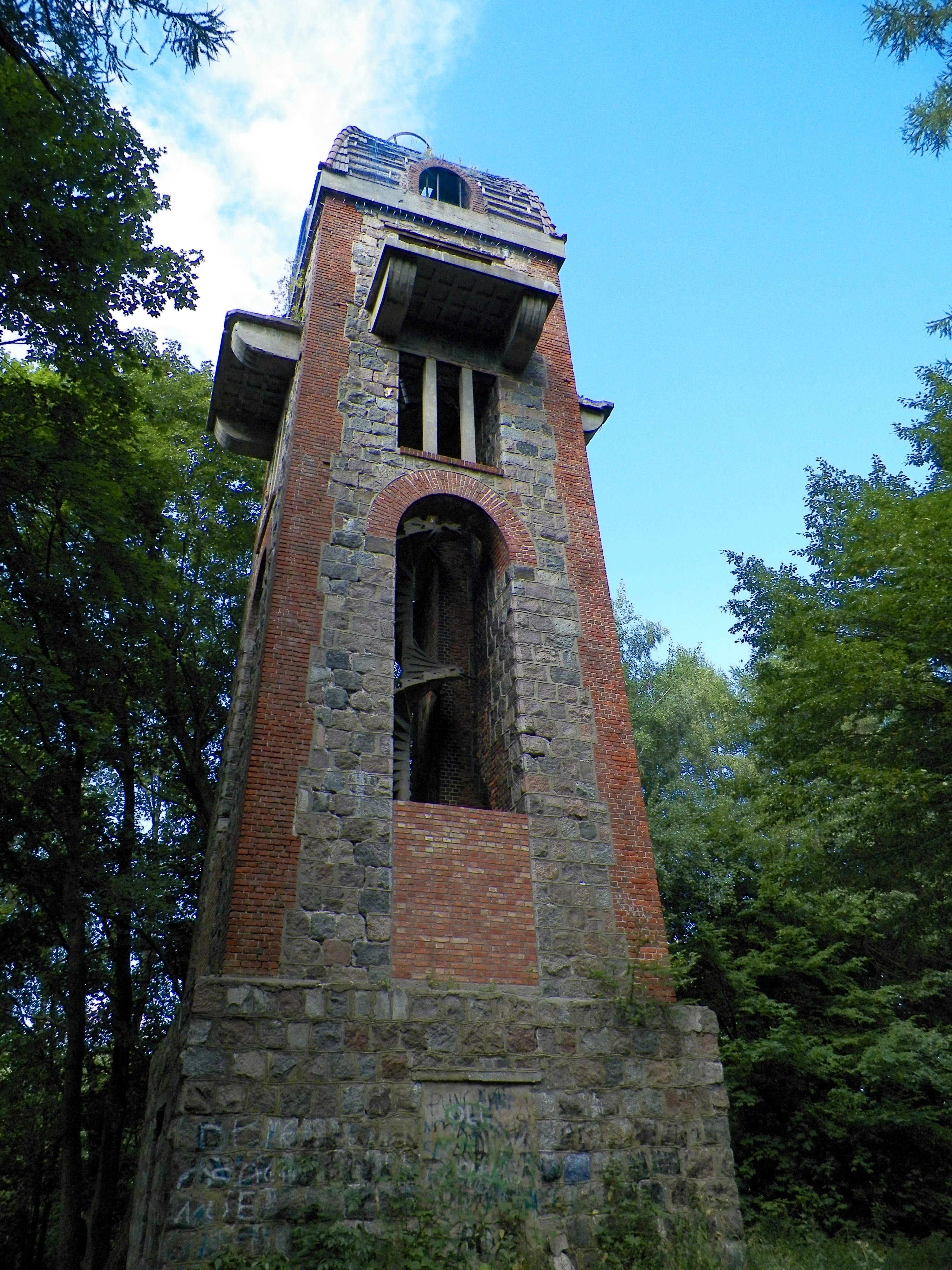
Wieża Bismarcka (1911 r.)

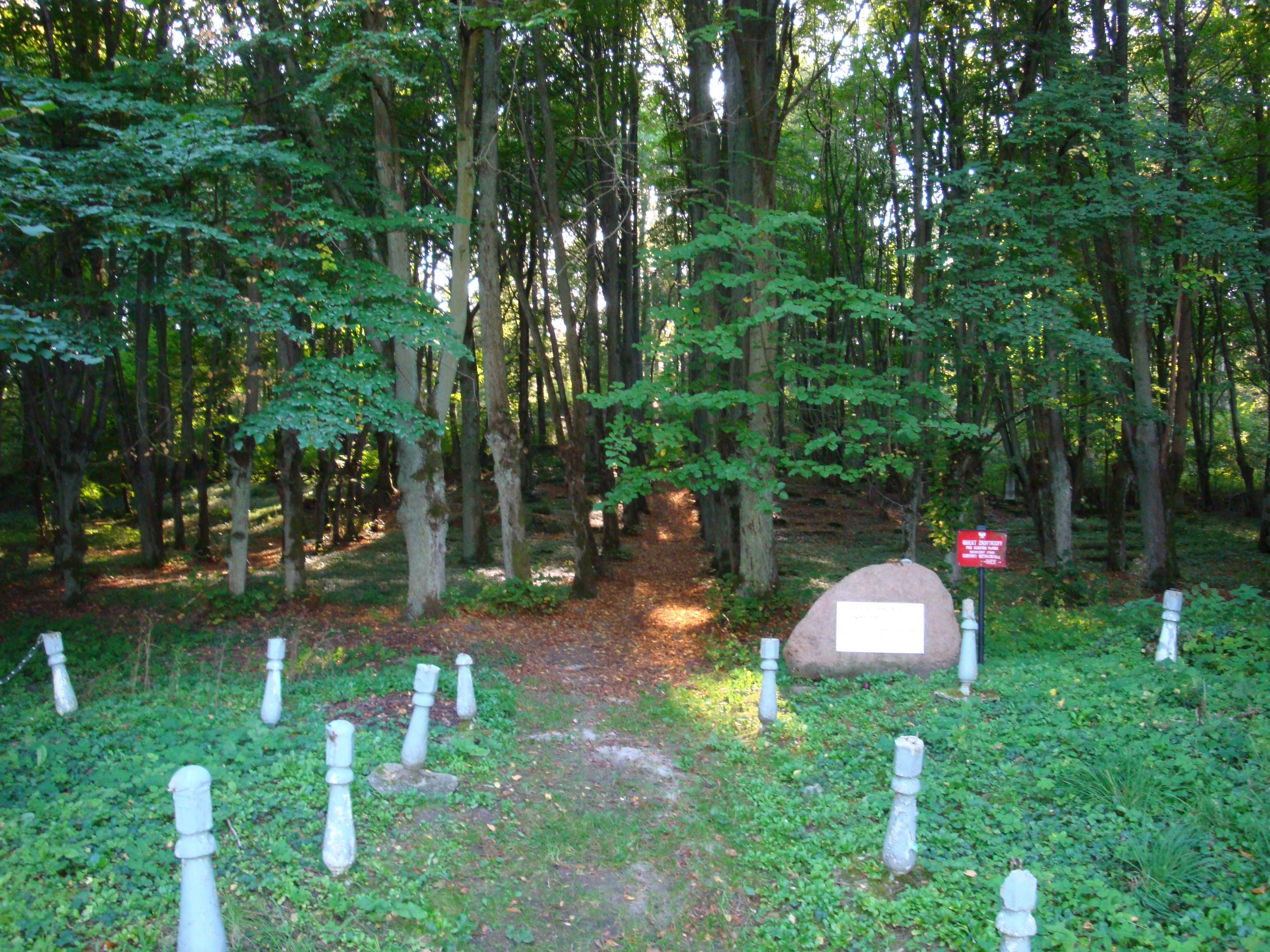
Cmentarz żydowski

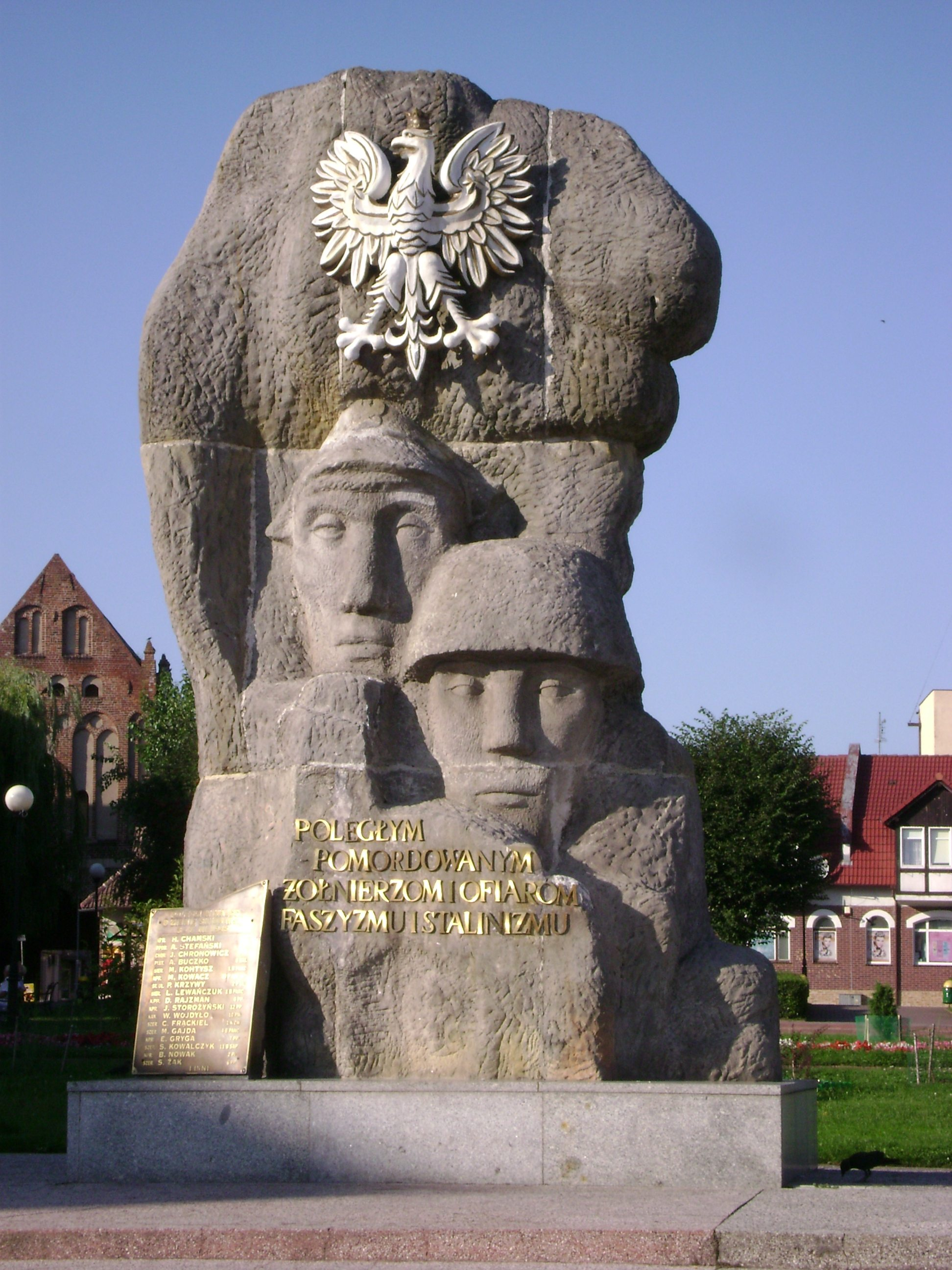
Pomnik Pamięci Poległym i Pomordowanym Żołnierzom Ofiarom Faszyzmu i Stalinizmu

### Zabytki
Cały obszar Starego Miasta został wpisany do rejestru zabytków.
Zabytki chronione prawem w Świdwinie:
- Kościół MB Nieustającej Pomocy – gotycki kościół parafialny, zbudowany w 1338 r. W ponad 100 lat później, w 1475 r. przebudowano boczne kaplice, gdzie umiejscowiono zakrystię. Wieżę dobudowano w 30 lat później. W czasie II wojny światowej bardzo poważnie uszkodzony, po wojnie odbudowany.
- Zamek Joannicki – zbudowany w XIII wieku nad rzeką Regą w celu ochrony szlaków handlowych znad Morza Bałtyckiego na południe kontynentu oraz ze Szczecina do Białogardu. Nazwa zamku pochodzi od joannitów, którzy od XVI do XIX wieku mieli w nim siedzibę swojej komandorii. Obecnie w obiekcie znajduje się Biblioteka Miejska, Kino Zamek, Centrum Informacji Turystycznej i Gospodarczej oraz Świdwiński Ośrodek Kultury.

- brama Kamienna – wybudowana w XIV wieku, była jedną z trzech bram chroniących miasto. Do czasów teraźniejszych zachowała się jako jedyna. Jej przebudowa miała miejsce w 1475 r. W 2002 r. bramę zaopatrzono we wrota, stylizowane na gotyckie ważące prawie 2 tony, głównym wykonawcą wrót był świdwiński stolarz Edward Mirosław Koczwara.[potrzebny przypis]
- obwarowania miejskie – mury mające za zadanie chronić miasto i mieszkańców, były budowane od 1319 r. Od XVIII wieku miasto zaczęło je demontować. Obecnie zachował się jedynie 14-metrowy odcinek nad rzeką Regą.
- plebania kościoła NMP
- park miejski – znajduje się w nim m.in. Wieża Bismarcka, która obecnie jednak jest niedostępna do zwiedzania; zabytkowy pałacyk, który właśnie został odrestaurowany. Wkrótce teren ten ma przejść rewitalizację.
- cmentarz żydowski (ul. Dobra Rycerskie) – powstały w XIX wieku na zboczu Żydowskiej Góry (Juden Berg). Oparty na kwadracie o powierzchni 0,5 ha. Cmentarz obecnie jest pod opieką Kościoła Zielonoświątkowego ze Świdwina.

### Obiekty turystyczne
- Park wodny „Relax” – wielofunkcyjna kryta pływalnia. Posiada kompletne wyposażenie rozrywkowe: od basenu o wymiarach 25x16 metrów, spełniającego kryteria organizacyjne międzynarodowych zawodów pływackich, po 105-metrową zjeżdżalnię, 20-metrową sztuczną rzekę, saunę, stacje masażu podwodnego.
- Gotycka Kaplica – boczna kaplica dobudowana do Kościoła Matki Bożej Nieustającej Pomocy w 1475 r. Umiejscowiono w niej zakrystię, która mieści się tam do dziś.
- Wieża Bismarcka – wieża poświęcona pamięci „Żelaznego Kanclerza”, czyli Ottona von Bismarcka. Budowę ukończono 17 września 1911 r. Została zbudowana na wzgórzu Parku Miejskiego. Na szczycie znajduje się kosz widokowy, niegdyś dostępny dla mieszkańców, oraz cztery tarasy widokowe, prezentujące panoramę miasta. Obecnie budowla jest niedostępna do zwiedzania.
- Jezioro Bukowiec zlokalizowane poza obszarami zabudowanymi miasta, jednak mieszczące się w jego granicach administracyjnych. Niegdyś miejsce ożywionego ruchu turystycznego, po przejęciu przez lokalnego inwestora podupadłe.

### Zieleń miejska
Na terenie miasta znajdują się dwa parki. Pierwszy, potocznie zwany Małym Parkiem mieści się w centrum miasta, przy ulicy Armii Krajowej i Cmentarnej. Od 1 sierpnia 2005 r. nosi on nazwę Parku Solidarności, na cześć 25. rocznicy powstania związku zawodowego „Solidarność”. Park jest oświetlony, usytuowany jest w nim nowy plac dla dzieci, w którym znajduje się wiele bezpiecznych, atestowanych przedmiotów do zabaw.
Park Zabytkowy potocznie przez mieszkańców nazywany „Dużym Parkiem”, zlokalizowany jest na skraju miasta przy ulicy Drawskiej. Znajduje się w nim Wieża Bismarcka pochodząca z początku XX wieku (zbudowana w roku 1911). Nieco dalej w głębi znajduje się zabytkowy pałac, obecnie poddawany kapitalnemu remontowi po uprzednim spaleniu.

## Gospodarka
W centrum Świdwina znajduje się duży zakład przetwórstwa drzewnego.
Na terenie miasta znajduje się 8 supermarketów dużych sieci handlowych.

## Demografia
Struktura demograficzna mieszkańców Świdwina według danych z 31 grudnia 2008 r.:
| Opis                                | Ogółem | Ogółem | Kobiety | Kobiety | Mężczyźni | Mężczyźni |
| ----------------------------------- | ------ | ------ | ------- | ------- | --------- | --------- |
| Jednostka                           | osób   | %      | osób    | %       | osób      | %         |
| Populacja                           | 15 622 | 100    | 8127    | 52,02   | 7495      | 47,98     |
| Wiek przedprodukcyjny (0–17 lat)    | 3067   | 19,63  | 1538    | 9,85    | 1529      | 9,79      |
| Wiek produkcyjny (18–65 lat)        | 10 389 | 66,5   | 5043    | 32,28   | 5346      | 34,22     |
| Wiek poprodukcyjny (powyżej 65 lat) | 2166   | 13,87  | 1546    | 9,9     | 620       | 3,97      |

Ludność Świdwina stanowi około 32% całej ludności powiatu świdwińskiego.
30 czerwca 2014 r. miasto miało 15 684 mieszkańców.
- Piramida wieku mieszkańców Świdwina w 2014 roku[27]

## Oświata
- Przedszkole nr 1 im. Kubusia Puchatka (ul. Drawska 30)
- Przedszkole nr 2 „Pod Topolą” (ul. Sportowa 3)
- Szkoła Podstawowa nr 1 im. Orła Białego (pl. Jana Pawła II 5)
- Szkoła Podstawowa nr 2 im. ppor. Emilii Gierczak (ul. Armii Krajowej 19)
- Szkoła Podstawowa nr 3 im. Lotników Polskich (ul. Szturmowców 1)
- Szkoła Podstawowa nr 4 im. Osadników Wojskowych (ul. Kombatantów Polskich 6)
- Ośrodek Rewalidacyjno-Wychowawczy - Zespół Placówek Specjalnych w Sławoborzu[28] (ul. Szczecińska 87)
- Zespół Szkół Rolniczych Centrum Kształcenia Zawodowego im. Stefana Żeromskiego (ul. Szczecińska 88)
- Zespół Szkół im. Władysława Broniewskiego (ul. Kościuszki 28)

## Kultura

### Świdwiński Ośrodek Kultury
Świdwiński Ośrodek Kultury mieści się w XIII-wiecznym, świdwińskim zamku przy ulicy Niedziałkowskiego. Działa on od 1968 r. Do imprez plenerowych wykorzystywany jest dziedziniec mogący pomieścić 1000 osób oraz podzamcze.
- Bitwa o Krowę – impreza organizowana co roku naprzemiennie z Białogardem, upamiętniająca bitwę mieszczan świdwińskich i białogardzkich o stado krów z 15 lipca 1469 r. Ma charakter rozrywkowy i uznaną renomę w województwie. Zwycięzca dziedziczy przez rok krowie rogi.
- Ogólnopolski Konkurs Poetycki im. Jana Śpiewaka – korzenie tego konkursu sięgają 35 lat wstecz. Jest on skierowany do młodych, niezrzeszonych w organizacjach poetów. Co roku mają szansę wykazać się przed jury oraz publicznością w sali widowiskowej świdwińskiego zamku.
- Plastyka wokół nas – organizowane od 1990 r. ogólnopolskie warsztaty plastyczne.
- Wojewódzkie Przeglądy Teatrów – odbywający się w Świdwinie od 36 lat przegląd teatrów z województwa zachodniopomorskiego (dawniej koszalińskiego). Majowa impreza wszelkich form teatralnych.
- Dzieciowisko – impreza zapoczątkowana na początku lat 90. XX w., dająca możliwość wykazania swoich zdolności artystycznych podopiecznym domów dziecka z całego województwa zachodniopomorskiego.
- Kaziuki Wileńskie – jako że po II wojnie światowej sporą część mieszkańców miasta stanowili przybysze z kresów wschodnich, obyczaje tam praktykowane zostały przeszczepione na nowy teren. Odbywa się cyklicznie co rok, ma formę jarmarku wileńskiego i utrzymywana jest w klimacie kresowym.
- Dni Kultury Kresowej – coroczna wystawa artystyczna ludzi z kresów wschodnich, osiedlonych na Pomorzu.
- Ogólnopolski Turniej Rycerski – impreza utrzymywana w rycerskim, średniowiecznym klimacie. Współorganizatorem jest Świdwińskie Bractwo Rycerskie.

### Biblioteka Miejska
Została ona otwarta 8 stycznia 1948 r. przy ul. 3 Marca 39. W miarę rozrostu się księgozbioru, budynek przestał zaspokajać potrzeby i od 30 kwietnia 1949 r. siedzibą biblioteki stał się Świdwiński Ośrodek Kultury. Biblioteka ma powierzchnię 159 m². Od 1 maja 2004 r., czyli daty wejścia Polski do Unii Europejskiej, w bibliotece zostało zlokalizowane Centrum Informacji Turystycznej i Gospodarczej.

### Media lokalne
Od września 2007 r. w gminach Świdwin, Połczyn-Zdrój, Rąbino, Brzeżno, Sławoborze ukazuje się gazeta powiatowa „Wieści Świdwińskie” .
W 2007 r. powstał internetowy serwis informacyjny Wirtualny Świdwin , będący obok oficjalnych portali – miejskiego i powiatowego, jednym z najważniejszych źródeł kompleksowej informacji o mieście. Oprócz aktualności, fotoreportaży i zapowiedzi, serwis zawierał m.in. obszerne galerie zdjęć, przewodnik po firmach i instytucjach oraz panel ogłoszeń.
W Świdwinie działała (do końca 2008 r.) lokalna Telewizja Rega, która swoim zasięgiem obejmowała miasta Świdwin i Łobez. Materiały filmowe zbierane były z całego powiatu świdwińskiego i łobeskiego. Niejednokrotnie wykraczała poza te dwa powiaty. TV Rega nadawała w sieci kablowej Vectra. Zamieszczała także materiały filmowe na swojej stronie internetowej, które były do udostępnione internautom do oglądania za darmo.
Od marca 2009 r. działa kanał Rega TV Program emitowany jest bezpłatnie w lokalnej sieci telewizji kablowej Vectra oraz na YouTube. Materiały, nagrywane na terenie powiatu świdwińskiego i łobeskiego, uzupełniane są programami z innych telewizji lokalnych.

## Wspólnoty wyznaniowe

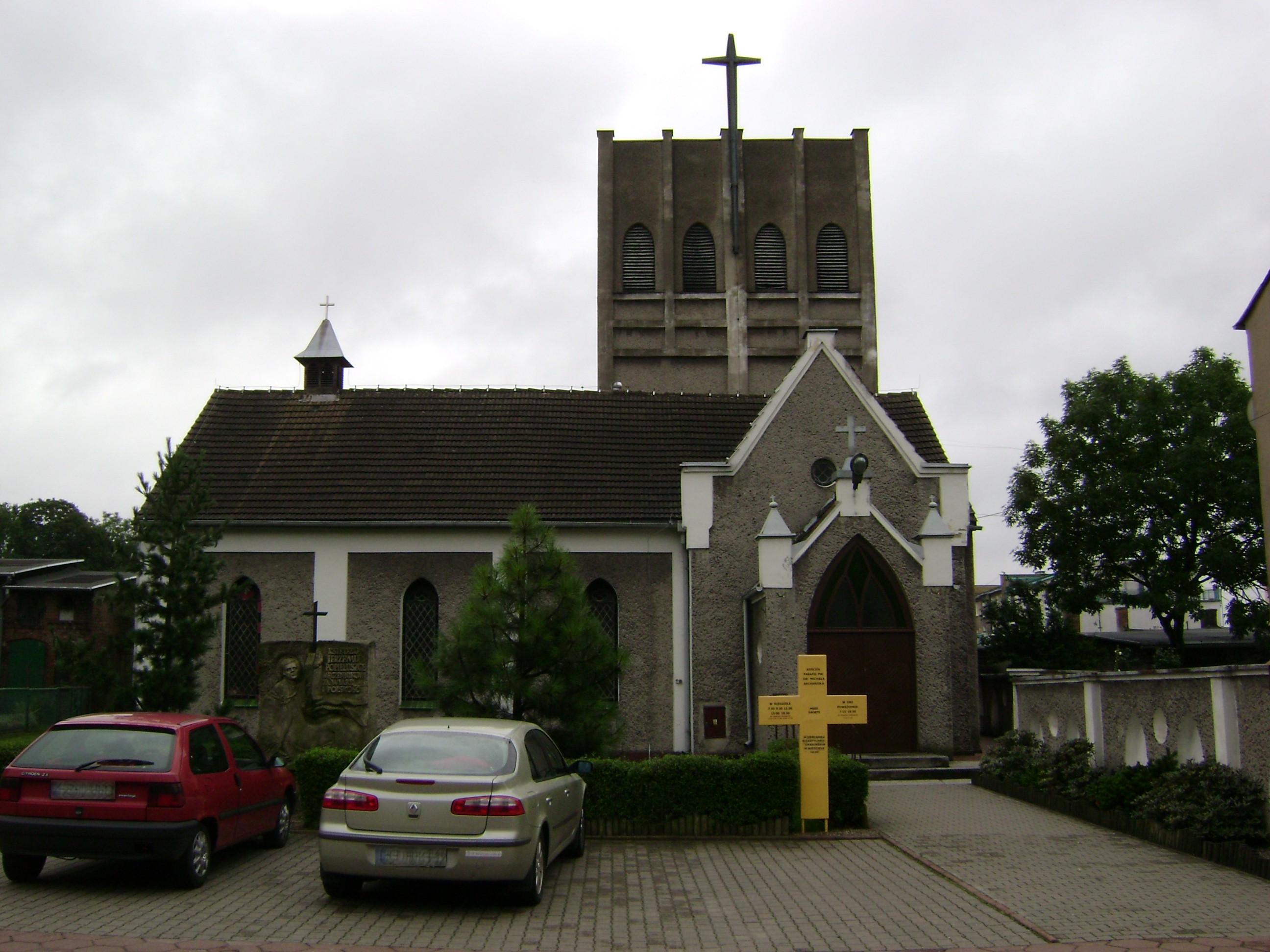
Kościół Świętego Michała Archanioła w Świdwinie

Na terenie miasta działalność religijną prowadzą następujące kościoły i związki wyznaniowe:

### Katolicyzm
- Kościół greckokatolicki:
  - parafia św. Michała Archanioła[31]
- Kościół rzymskokatolicki:
  - parafia Matki Boskiej Nieustającej Pomocy[32]
  - parafia św. Michała Archanioła[33]

Miasto jest siedzibą dekanatu Świdwin w diecezji koszalińsko-kołobrzeskiej.

### Protestantyzm
- Chrześcijańska Wspólnota Ewangeliczna:
  - placówka misyjna w Świdwinie[35]
- Kościół Adwentystów Dnia Siódmego w RP:
  - grupa w Świdwinie[36]
- Kościół Boży w Polsce:
  - zbór Chrystusa Dobrego Pasterza[37]
- Kościół Ewangelicko-Augsburski w RP:
  - filiał w Świdwinie Parafii Ewangelicko-Augsburskiej w Koszalinie[38]

### Restoracjonizm
- Świadkowie Jehowy:
  - zbór Świdwin z salą królestwa[39]

## Sport

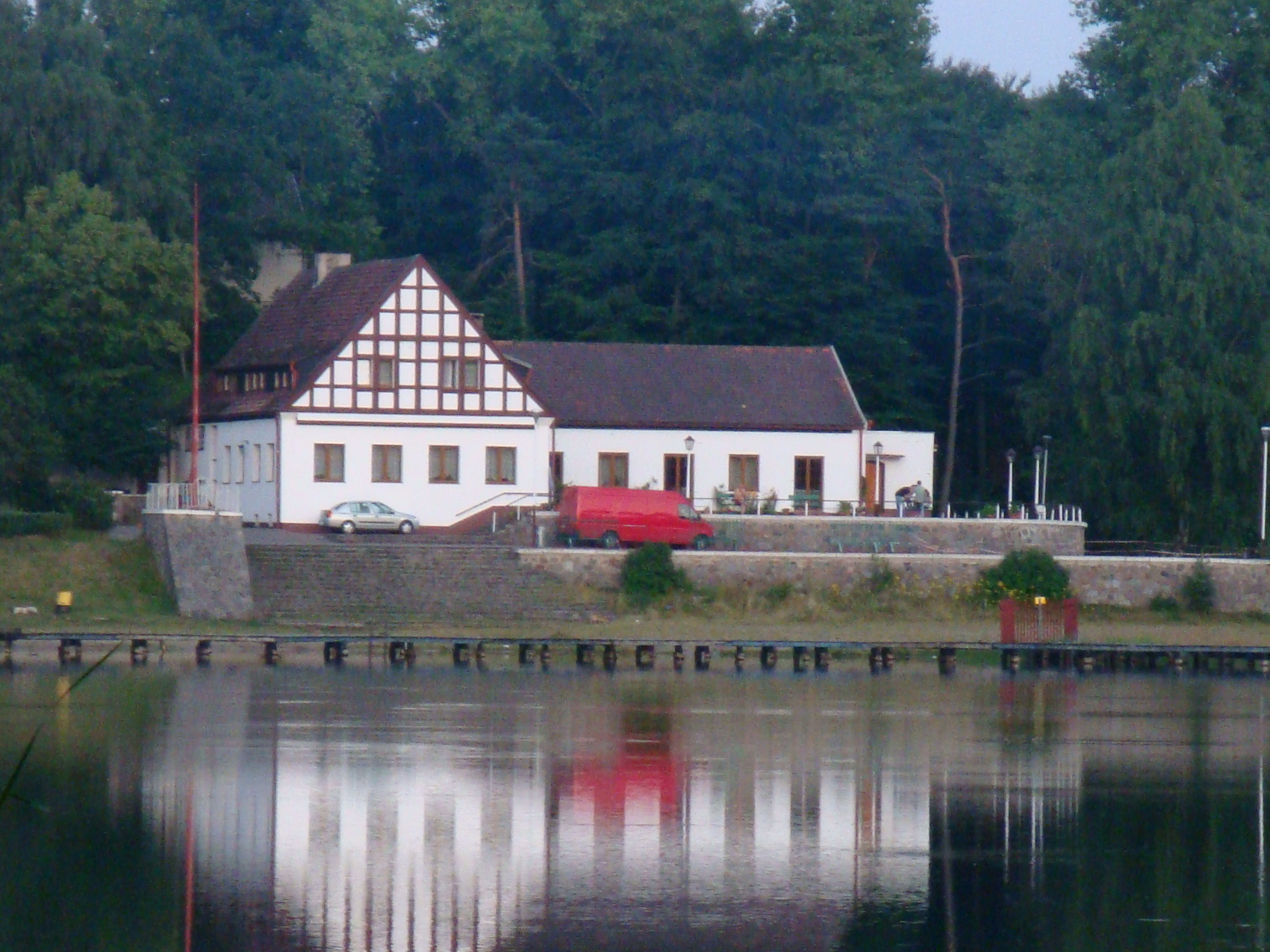
Ośrodek rekreacyjny nad jeziorem Bukowiec w Świdwinie

### Sumo Poland Open
18 sierpnia 2007 r. w Świdwinie, odbyły się Międzynarodowe Mistrzostwa Polski „Sumo Poland Open”. Imprezę swoim patronatem objęła ambasada Japonii w Polsce oraz Genowefa Wiśniowska, wicemarszałek Sejmu RP. Zawodnicy startowali w sześciu kategoriach wagowych. Miasto było organizatorem mistrzostw dopiero pierwszy raz, po ich przenosinach z Krotoszyna.

### Memoriał im. Stefana Moskalewicza
Każdego roku w grudniu w Świdwinie odbywa się memoriał poświęcony imieniu Stefana Moskalewicza. Był to ojciec piłkarza Olgierda Moskalewicza oraz Cezarego Moskalewicza, byłego prezesa Spójni Świdwin. Na memoriał przyjeżdżają sławy polskiej piłki nożnej oraz takie zespoły jak m.in. Wisła Kraków, Arka Gdynia, Pogoń Szczecin. Wszystkie mecze odbywają się w Hali Sportowej przy Szkole Podstawowej nr 1 im. Orła Białego przy Placu Jana Pawła II 5.

## Transport

### Transport drogowy
W mieście do 2013 roku działało przedsiębiorstwo transportu osobowego PKS Świdwin. Przez Świdwin przebiegają trzy drogi wojewódzkie:
- droga wojewódzka nr 151 Świdwin – Łobez – Węgorzyno – Ińsko – Recz – Choszczno – Barlinek – Gorzów Wielkopolski
- droga wojewódzka nr 152 Płoty – Świdwin – Połczyn-Zdrój
- droga wojewódzka nr 162 Kołobrzeg – Świdwin – Drawsko Pomorskie

### Transport kolejowy

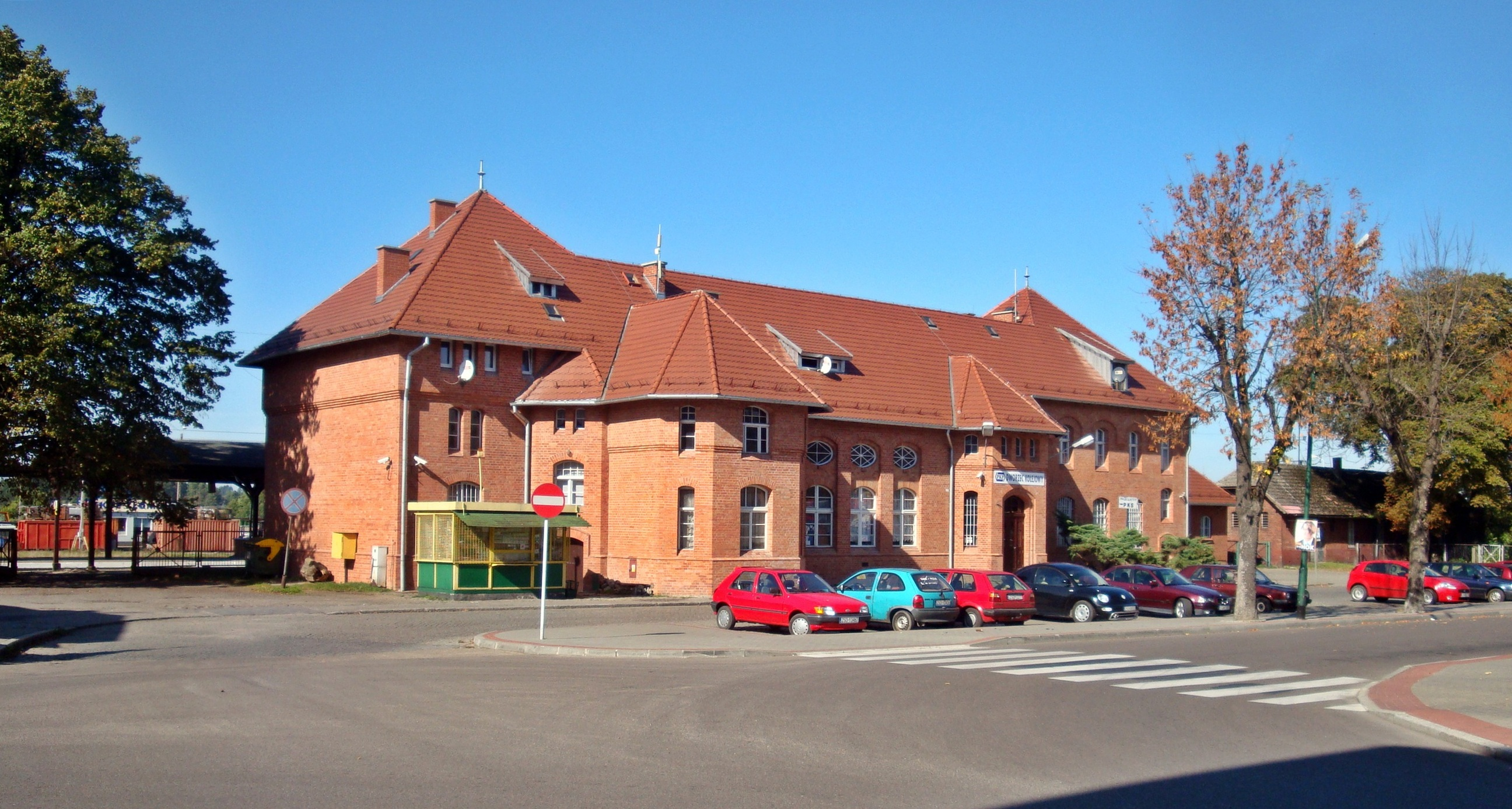
Dworzec kolejowy w Świdwinie

- Linia kolejowa nr 202 Gdańsk Główny – Stargard
  - tzw. Magistrala Nadbałtycka, znaczenia państwowego, pierwszorzędna, zelektryfikowana, częściowo dwutorowa. Czynna w ruchu pasażerskim i towarowym, bezpośrednie połączenie kolejowe ze Szczecinem, Gdynią, Olsztynem, Białymstokiem
  - linia przebiegająca przez Świdwin jest obecnie jednotorowa (uruchomiona w czerwcu 1859 r. jako linia dwutorowa). Wiosną 1945 r. Rosjanie jako zdobycz wojenną rozebrali drugi tor na odcinku Białogard – Runowo Pomorskie. Prędkości szlakowe: 120 km/h dla pasażerskich składów wagonowych, 120 km/h dla autobusów szynowych, 70 km/h dla towarowych składów wagonowych.
- Linia kolejowa nr 421 Smardzko – Świdwin
  - znaczenia państwowego, drugorzędna, niezelektryfikowana, jednotorowa. Czynna w ruchu towarowym, przewozy paliwa lotniczego do jednostki wojskowej w Świdwinie
  - prędkość szlakowa 50 km/h
  - dawniej jako linia Połczyn-Zdrój – Świdwin, odcinek Połczyn-Zdrój – Smardzko jest nieczynny i skreślony z ewidencji PKP Polskie Linie Kolejowe, przewozy pasażerskie zawieszone w 1997 r., towarowe w 1999 r. Infrastruktura nieczynnego odcinka mimo licznych ubytków jeszcze istnieje.

### Transport lotniczy
Ruch na znajdującym się w Świdwinie lotnisku wojskowym jest zamknięty dla cywili, jednak często służy ono jako lądowisko dla rządowych samolotów. Pas startowy ma długość 2,5 km i 60 m szerokości.
Około 23 km na północ od miasta znajdują się dwa prywatne, śmigłowcowe lądowiska: Agro Słowenkowo oraz PRH Słowenkowo.

## Wojsko

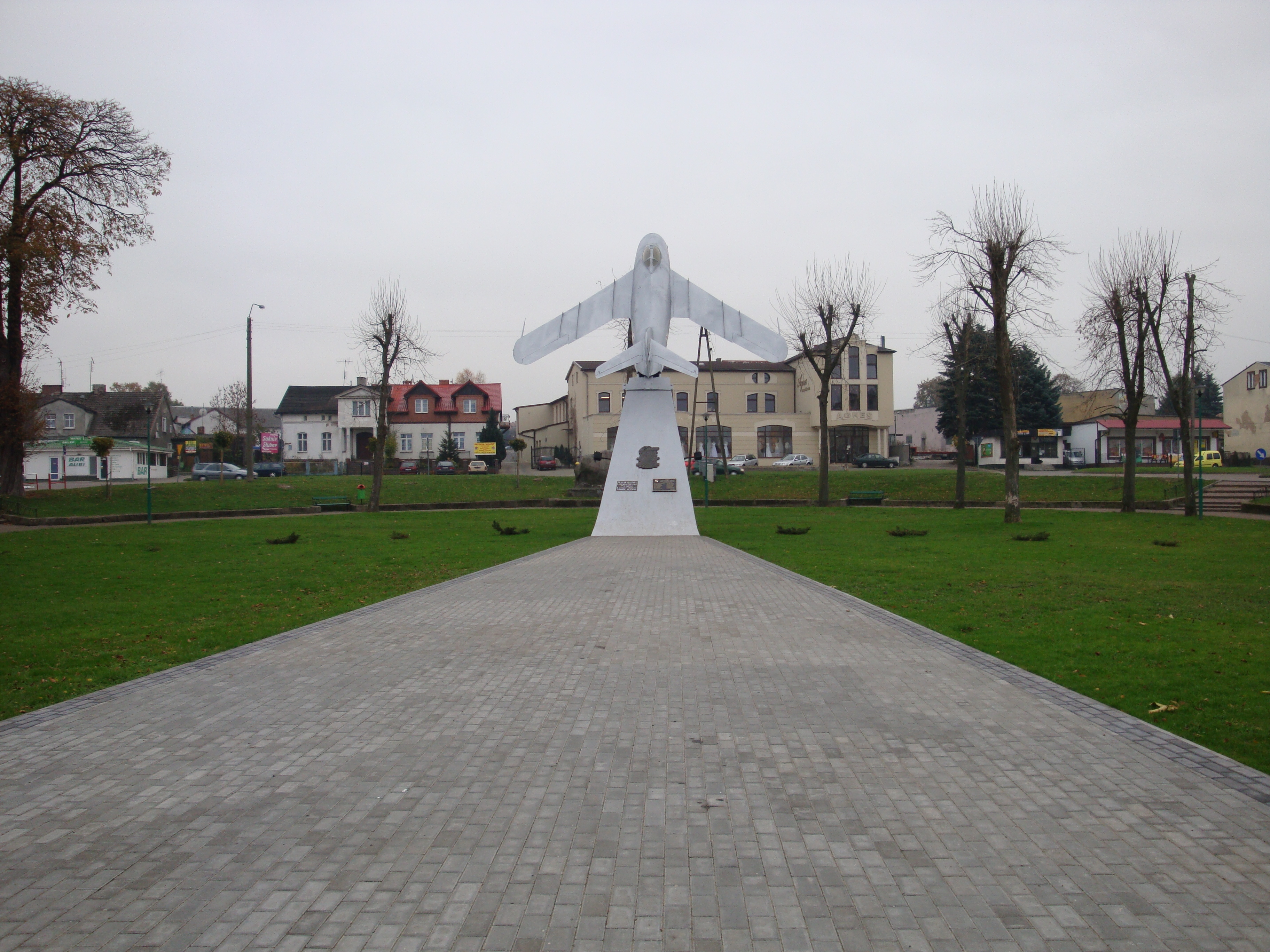
Pomnik na Placu Lotników w Świdwinie

W odległości około 5 km od centrum miasta znajduje się lotnisko wojskowe, 21 Baza Lotnictwa Taktycznego.
Jest to wojskowe osiedle Świdwina.

## Administracja

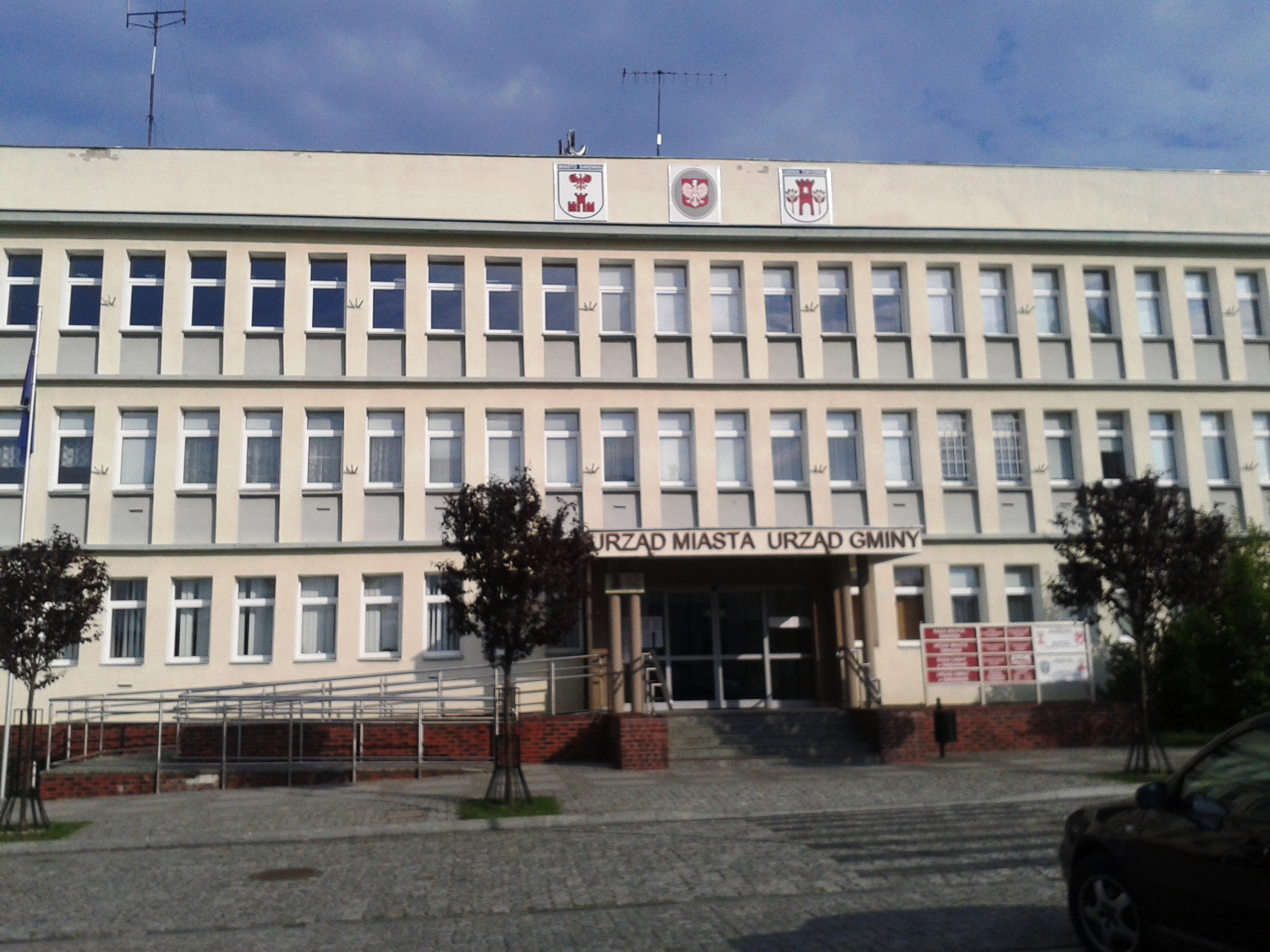
Urząd Miasta i Urząd Gminy w Świdwinie

Świdwin ma status gminy miejskiej. Mieszkańcy wybierają do Rady Miasta Świdwin 15 radnych. Organem wykonawczym władz jest burmistrz. Siedzibą władz miasta jest ratusz na placu Konstytucji 3 Maja.
Burmistrzowie Świdwina:
- Franciszek Paszel (1998–2002)
- Józef Paweł Pietraszek (PSL) (2002–2006)
- Jan Andrzej Owsiak (UP) (2006–2010, 2010–2014, 2014–2018)
- Piotr Wacław Feliński (2018-)

W 2016 r. wykonane wydatki budżetu samorządu Świdwina wynosiły 62 mln zł, a dochody budżetu 62 mln zł. Zobowiązania samorządu (dług publiczny) według stanu na koniec 2016 r. wynosiły 13,7 mln zł, co stanowiło 22,1% poziomu dochodów.
Obszar Świdwina podzielony jest na 8 osiedli (Nr 1 – Nr 8), będących jednostkami pomocniczymi gminy miejskiej. Każde z osiedli posiada radę osiedla i zarząd.
Od listopada 1992 r. Świdwin prowadzi współpracę z niemieckim miastem Prenzlau.
Miasto jest obszarem właściwości Sądu Rejonowego w Białogardzie, jednakże sprawy wieczystoksięgowe, sprawy z zakresu prawa karnego, karnego skarbowego i sprawy wykroczeniowe są obsługiwane przez wydziały zamiejscowe sądu w Świdwinie. Sprawy z zakresu prawa pracy oraz sprawy gospodarcze są rozpatrywane przez Sąd Rejonowy w Koszalinie. Świdwin jest obszarem właściwości Sądu Okręgowego w Koszalinie. Gmina (właśc. powiat świdwiński) jest obszarem właściwości miejscowej Samorządowego Kolegium Odwoławczego w Koszalinie.
Miasto jest siedzibą władz powiatu świdwińskiego, a także władz wiejskiej gminy Świdwin.
Mieszkańcy Świdwina wybierają 5 z 17 radnych do Rady Powiatu w Świdwinie, a radnych do Sejmiku Województwa Zachodniopomorskiego w okręgu nr 3. Posłów na Sejm wybierają z okręgu wyborczego nr 40, senatora z okręgu nr 99, a posłów do Parlamentu Europejskiego z okręgu nr 13.

## Służba zdrowia
Jako szpital dla powiatu świdwińskiego funkcjonuje szpital w Połczynie-Zdroju. W mieście działa 5 niepublicznych ośrodków opieki zdrowotnej.

## Honorowi obywatele Świdwina
- Ks. Michał Czajkowski
- Kazimierz Dziok
- Jan Górski (pierwszy burmistrz powojennego Świdwina)
- Tadeusz Werno
- Andrzej Dulęba
- Stanisław Targosz
- Tadeusz Bohdal
- Stanisław Misakowski